# Anne Buttimer
Anne Buttimer (Cork, 31 oktober 1938 – Dublin, 15 juli 2017) was een Ierse geograaf en hoogleraar.

## Levensloop
Anne Buttimer was de dochter van Eileen (geboren Kelleher) en Jeremiah Buttimer. Ze groeide op in een agrarische omgeving op de boerderij van haar ouders. Ze studeerde aan het University College Cork en behaalde in 1959 haar BA in wiskunde, latijn en geografie. Ze was kort werkzaam in het onderwijs en trad daarna in bij de Orde der Dominicanen. Ze wilde zich aansluiten bij het werk van Moeder Teresa in Calcutta, maar haar ouders zagen liever dat ze naar de Verenigde Staten ging waar haar oudere zus als non werkzaam was. Ze vertrok naar Seattle waar ze aan de University of Washington in 1965 haar PhD behaalde in de geografie. 
Dankzij een postdoctorale beurs studeerde ze van 1965-1966 in Leuven filosofie. Ze had een bijzondere belangstelling voor de fenomenologie en het existentialisme. Vanuit Leuven bezocht ze vakgenoten in Frankrijk, waar onder andere Paul-Henry Chombart de Lauwe haar wees op de conceptuele mogelijkheden van het begrip ‘sociale ruimte’.
In 1968 werkte ze in Glasgow, waar ze aan de universiteit onderzoek deed op het gebied van stedelijke ontwikkelingen, in het bijzonder het stadsvernieuwingsbeleid.
Tussen 1970 en 1981 was ze verbonden aan de Clark University in Worchester. Ze raakte daar betrokken bij het onderzoek naar de perceptie van omgevingen. Ze werkte er eerst als docent en vanaf 1980 als hoogleraar en maakte een periode mee van heftige ideologische discussies over het karakter van de geografie. Nieuwe stromingen waren in opkomst als reactie op het type onderzoek van wat de kwantitatieve geografie werd genoemd (zie Ruimtelijke analyse en behaviorale geografie). Buttimer richtte zich op het onderzoek naar de mogelijkheden en voorwaarden van een humanistische geografie. Voor Buttimer werd het jaar 1976, zoals ze zelf schreef, een ‘emancipatorisch kantelmoment’. Ze verliet de Orde der Dominicanen en schreef  het invloedrijke ‘Values in Geography’ op uitnodiging van de Commission on College Geography van de Association of American Geographers. De definitieve versie van ‘Values’ kwam gereed in Lund waar ze in de lente van 1973 verbleef op uitnodiging van Torsten Hägerstrand. In 1976 keerde ze voor enige tijd terug naar Lund als ‘Fulbright Hays Lecturer in Social Ecology’. Ze werkte daarna verschillende perioden in Lund (1977, 1979, 1982 en 1988) met Hägerstrand aan het befaamde ‘Dialoogprojekt’. 
In 1979 trouwde ze met Bertram Broberg, toen hoogleraar in Lund.
Na gasthoogleraarschappen in Parijs (1986) en Austin (Texas) (1989) werd ze hoogleraar aan de Université d’Ottawa. In 1991 keerde ze terug naar Dublin als hoogleraar geografie. Ze doceerde daar tot haar emeritaat in 2003.
Van 2000-2004 was Buttimer President van de International Geographical Union. Vanaf 1993 was ze ook lid van de Academia Europaea.

## Wetenschappelijk werk
Aan de universiteit van Washington werd ze aanvankelijk opgeleid in de economische geografie. Ze deed ervaring op met kwantitatieve onderzoeksmethoden en deed onderzoek naar processen van ruimtelijke diffusie onder leiding van Richard Morill. Geïnspireerd door Marvin Mikesell, die enige tijd als gasthoogleraar doceerde aan de Universiteit van Washington, verlegde ze haar aandacht naar de ontwikkeling van de geografie als sociale wetenschap. In dat kader bestudeerde ze de bijdragen van Europese, en met name Franse, geografen aan de sociale geografie. In de Franse géographie humaine vond ze in eerste instantie het tegenwicht voor de kwantitatieve geografie. Haar dissertatie (1965) was de neerslag van haar onderzoek naar de mogelijkheden die de Franse geografie bood voor een alternatieve geografie. Op basis van de dissertatietekst verscheen in 1971 ‘Society and Milieu in the French Geographic Tradition’. De Pater (1985, pp.196–197) wijst er op dat dankzij de publicaties van Buttimer het begrip ‘sociale ruimte’ in vernieuwde vorm in de Engelstalige geografie werd geïntroduceerd. Vernieuwd omdat sociale ruimte niet langer los gezien werd van de geografische ruimte door het onderscheid tussen objectieve en subjectieve sociale ruimte. De subjectieve component heeft betrekking op de door een individu of groep waargenomen en beleefde ruimte, de objectieve component is dan het materieel-ruimtelijke kader waarin de groep leeft.
In Glasgow deed Buttimer onderzoek naar de ‘sociale ruimte’ van gezinnen die verhuisden van achterstandswijken naar nieuwe wijken met sociale woningbouw. Ze wilde empirisch vaststellen wat de mogelijkheden waren van het aan de Franse géographie humaine ontleende concept sociale ruimte. Uit het onderzoek bleek dat sociale kaders en collectieve herinneringen een grote rol speelden bij de betekenisgeving aan ruimte. Hoewel het onderzoek nog steeds de sporen droeg van de in die tijd gangbare positivistische benadering in de geografie, werd ook de invloed van de fenomenologie duidelijk.
Tussen 1972 en 1974 werkte Buttimer aan ‘Values in Geography’, waarin ze duidelijk maakte dat wetenschapsbeoefening niet waardevrij kan zijn: “The values paper became an emancipatory turning point: many contradictions and inconsistencies which I had unmasked in my own life and thought became challenges to confront”.
Torsten Hägerstrand noemde de ‘Values’ een ‘revolutionair document’ en hij stimuleerde haar meer onderzoek te doen naar de mogelijkheden van een humanistische zienswijze voor het onderzoek dat in Lund werd gedaan naar het tijd-ruimtegedrag. Op haar beurt wilde Buttimer graag de dimensie ‘tijd’ betrekken bij haar onderzoek naar de manier waarop mensen hun sociale ruimte construeerden. In 1976 publiceerde Buttimer ‘Grasping the dynamism of lifeworld’ een duidelijke reactie op de in haar ogen eenzijdige visie van de positivistische geografie op de mens-omgevingrelaties. Ze verkent in dit artikel de uitgangspunten van de fenomenologie. Met name het concept ‘leefwereld’ (de cultureel bepaalde tijdruimtelijke kaders voor het alledaagse leven) vindt ze veelbelovend. Ze concludeert dat een zinvolle toepassing van fenomenologische uitgangspunten in de geografie voor een drietal thema’s mogelijk is: De betrokkenheid bij de omgeving (sense of place), de sociale ruimte en de tijdruimtelijke dynamiek van het dagelijkse leven.
Samen met Hägerstrand startte Buttimer het befaamde ‘Dialogue Project’ in 1977. Het werd in 1988 afgesloten. Het doel van het project was te leren van de ervaringen van ervaren geografische onderzoekers. In het totaal werden meer dan 300 wetenschappers uit 35 landen geïnterviewd. De sterk autobiografisch getinte interviews werden op videotape vastgelegd en zo ontstond er een unieke verzameling persoonlijke getuigenissen over de ontwikkeling van de geografie als wetenschap. Deze interviews vormden de basis voor verschillende publicaties. In ‘Practice of geography’ (1983) liet Buttimer zien hoe de carrières van geselecteerde geografen het resultaat waren van materiële omstandigheden en persoonlijke waarden, vaardigheden en voorkeuren. In het met Hägerstrand geschreven ‘Geographers of the Norden’ (1988) ging het om de autobiografieën van een groep Scandinavische geografen. Op basis van de analyse van het autobiografische materiaal stelde Buttimer dat er drie uitgangspunten waren op grond waarvan wetenschappers elkaars werk konden begrijpen. Het eerste thema ‘Meaning’ refereerde aan de beroepskeuze, aan de factoren die maakten dat wetenschappers creatief konden zijn. Het tweede thema ‘Metaphor’ betrof de fundamentele vooronderstellingen in het wetenschappelijk werk. Het gaat om de meest basale aannames over hoe de te onderzoeken werkelijkheid in elkaar zit. Zo zien sommigen de wereld als een mechanistisch systeem terwijl anderen de wereld zien als een organisch geheel. Het derde thema ‘Milieu’ heeft betrekking op de context (persoonlijke achtergrond, de structurele effecten van de sociale omgeving) waarin iemand zijn of haar wetenschappelijk werk doet.
De drie genoemde thema’s verklaarden onvoldoende de veranderingen in de opvattingen van de geïnterviewde wetenschappers in de loop van de tijd. In haar analyse van de geschiedenis van het Humanisme ‘Geography, Humanism, and Global Concern’ (1990) die ze schreef op uitnodiging van Spaanse collega’s, beschreef ze de ontwikkeling van het Humanisme als een cyclisch proces door middel van de eigenschappen van drie mythische karakters: Phoenix, Faust en Narcissus. Tegenover de synchrone behandeling van “Meaning’ – ‘Metaphor’-’Milieu’ stelde ze dus een diachrone benadering. Phoenix stond voor de emancipatorische episoden in de geschiedenis waarin nieuwe initiatieven worden geboren uit verzet tegen de onderdrukking van de gevestigde belangen. Faust staat voor een volgende fase waarin de nieuwe initiatieven worden uitgewerkt en voorzien van de noodzakelijke structuren en instituties. In de derde fase treden spanningen op tussen de oorspronkelijke emancipatorische idealen en de steeds onwrikbaarder wordende structuren, spanningen dus tussen ideaal en werkelijkheid. Dit wordt gesymboliseerd door Narcissus. Er ontstaat een periode van bezinning waarin men zich afvraagt hoe de idealen en innovatieve ideeën konden vastlopen.
Geschiedenis en filosofie van de geografie zijn gedurende de hele carrière van Buttimer favoriete onderzoeksterreinen geweest. Ze schreef alleen of met collega’s tal van boeken en artikelen over het belang van een contextuele benadering van de geschiedenis van de geografie zoals ‘Text and Image: Social Construction of Regional Knowledges’ (1999) en ‘Nature and Identity in Cross-Cultural Perspective (1999). Daarnaast verschenen wetenschappelijke biografieën van Alexander von Humboldt (2001), Immanuel Kant (1987), Estyn Evans (2002) en Thomas Walter Freeman (2003).
Aan het einde van haar wetenschappelijk carrière verlegde Buttimer haar aandacht naar  vraagstukken van landschapsontwikkeling in het perspectief van duurzaamheid. Ze redigeerde onder andere in 2001 ‘Sustainable landscapes and lifeways. Scale and appropriateness’ . Daarin worden de veranderingen in de alledaagse leefomgeving in de tweede helft van de 20e eeuw geanalyseerd door middel van een aantal case-studies uit Duitsland, Ierland, Nederland en Zweden. Het centrale thema is het veiligstellen van duurzaamheid in het spanningsveld van economische groei, ecologische kwetsbaarheid en sociale leefbaarheid.

## Onderscheidingen
Buttimer ontving eredoctoraten van de universiteiten van Grenoble (2012), Tartu (2004) en Joensuu (1999). In 2014 ontving ze de Prix Vautrin Lud, in 2009 de Wahlberg Medal, de Millenium Award van de Royal Scottish Geographical Society in 2000, de Murchison Award in 1997, de Ellen Churchill Semple award in 1991 en de Honors Award van de Association of American Geographers in 1986.

## Publicaties
Een selectie:
- Buttimer, A. 2007. “Torsten Hägerstrand (1916–2004)”. Geographers: Bio-bibliographical Studies 26: 119–57.
- Buttimer, A. and T. Mels. 2006. By Northern Lights. On the making of geography in Sweden. London: Ashgate Press.
- Buttimer, A. 2003. “ Thomas Walter Freeman 1908–1988”. In New Oxford Dictionary of National Biography. Oxford: Oxford University Press
- Buttimer, A. 2002.  “Estyn E. Evans 1905–1989”. In Irish innovators, ed. C. Mollan, W. Davis, and B. Finucane, 243. Dublin: Royal Irish Academy
- Buttimer A. (ed.) 2001. Sustainable Landscapes and Lifeways: Issues of Scale and Appropriateness. Cork University Press.
- Buttimer, A. 2001. “Beyond Humboldtean science and Goethe’s way of science: Enduring themes in Alexander von Humboldt’s geography”. Erdkunde Band 55, Heft 2: 105–120.
- Buttimer, A., S. Brunn and U. Wardenga. 2000. Text and image: Social construction of regional knowledges. Leipzig: Inst.für Länderkunde.
- Buttimer, A. and Wallin, L. 1999. Nature and Identity in Cross-Cultural Perspective. Dordrecht: Kluwer.
- Buttimer, A. 1994. Geography and the Human Spirit. The Johns Hopkins University Press.
- Buttimer, A. 1991. Land-Life-Lumber-Leisure. Ottawa, Ont.: Royal Society of Canada.
- Buttimer, A. 1990. Geography, humanism and global concern. Annals of the Association of American Geographers 80: 1–33.
- Buttimer, A.. 1988. The wake of Erasmus. Saints, scholars and studia in Mediaeval Norden. Lund: Lund University Press.
- Buttimer, A. and T. Hägerstrand. 1988. Geographers of Norden. Reflections on career experiences. Lund University Press.
- Buttimer, A. 1983. Creativity and context. Lund Studies in Human Geography, Ser. B, No. 50.
- Buttimer, A. 1983. The practice of geography. London: Longman. (Russian. 1990)
- Buttimer, A. and D. Seamon. 1980. The human experience of place and space. London: Croom Helm Publishers.
- Buttimer, A. 1979. “Reason, rationality and human creativity”. Geografiska Annaler, 64 B: 89-96
- Buttimer, A. 1976. Grasping the dynamism of lifeworld'. Annals of the Association of American Geographers 66: 277–292.
- Buttimer, A. 1974. Values in Geography. Washington, D.C., Commission on College Geography.
- Buttimer, A. 1971. Society and Milieu in the French Geographic Tradition. Chicago: Rand McNally. (Spanish, 1971)
- Buttimer, A. 1968. “French geography in the sixties”, Professional Geographer, XX, no.2: 34-145

- Bibsys: 90075484
- Bibliothèque nationale de France: cb12292591n (data)
- Catàleg d'autoritats de noms i títols de Catalunya: 981058611055806706
- CiNii: DA01214054
- Gemeinsame Normdatei: 1034964577
- International Standard Name Identifier: 0000 0001 0932 099X
- Library of Congress Control Number: n80024574
- Nationale Bibliotheek van Letland: 000173278
- Nationale Bibliotheek van Tsjechië: jn20010601883
- Nationale bibliotheek van Australië: 35024381
- Nationale Bibliotheek van Israël: 987007455217305171
- Nationale Bibliotheek van Polen: a0000001847221
- Nederlandse Thesaurus van Auteursnamen: 068258143
- Réseau des bibliothèques de Suisse occidentale: 02-A000024570
- LIBRIS: 179791
- Système universitaire de documentation: 031772870
- Virtual International Authority File: 108836143
- WorldCat: E39PBJkXw7gdfGXyrjRGJyTGpP